# Byrsonima schomburgkiana
Byrsonima schomburgkiana är en tvåhjärtbladig växtart som beskrevs av George Bentham. Byrsonima schomburgkiana ingår i släktet Byrsonima och familjen Malpighiaceae. Inga underarter finns listade i Catalogue of Life.